# Prima guerra civile in Libia
La prima guerra civile in Libia ha avuto luogo tra il febbraio e l'ottobre del 2011 e ha visto opposte le forze lealiste di Muʿammar Gheddafi e quelle dei rivoltosi, riunite nel Consiglio nazionale di transizione.
Il paese, dopo aver vissuto una prima fase di insurrezione popolare (anche nota come rivoluzione del 17 febbraio), sull'onda della cosiddetta primavera araba (e specialmente dei coevi eventi relativi: la rivoluzione tunisina del 2010-2011 e quella egiziana), ha conosciuto in poche settimane lo sbocco della rivolta in conflitto civile. La sommossa libica, in particolare, è stata innescata dal desiderio di rinnovamento politico contro il regime ultraquarantennale della "guida" della "Giamahiria" (in arabo Ǧamāhīriyya) Muʿammar Gheddafi, salito al potere il 1º settembre 1969 dopo un colpo di Stato che condusse alla caduta della monarchia filo-occidentale del re Idris.
Dopo quasi un mese di scontro il Consiglio di sicurezza delle Nazioni Unite ha deciso, con la risoluzione 1973, di istituire una zona d'interdizione al volo sulla Libia a protezione della popolazione civile, legittimando l'intervento militare ad opera di diversi paesi avviato il 19 marzo 2011.

## Contesto

### Cause dell'insurrezione

Carta etnografica della Libia

La rivolta libica ha risentito dell'"effetto domino" delle rivolte nei paesi vicini in quanto, complice anche l'utilizzo da parte delle giovani generazioni di mezzi di informazione come internet (più difficilmente controllabili dalla censura dei regimi), le notizie degli avvenimenti in Tunisia ed Egitto sono riuscite a superare la tradizionale riluttanza della popolazione ad interpretare forme di dissenso.
La causa del carovita non è apparsa l'elemento scatenante della rivolta, al contrario degli altri Stati coinvolti nella protesta, nei quali il fattore di innesco è risultato per molti aspetti l'aumento del livello dei prezzi dei generi alimentari. Il reddito procapite della popolazione infatti è attestato a 11 307 dollari l'anno, un parametro più elevato rispetto agli altri stati del Maghreb (cinque volte superiore a quello egiziano).
Il petrolio, invece, risorsa della quale il paese è il primo possessore africano, seguito da Algeria e Nigeria, costituisce la risorsa più importante del paese e principale fonte di ricchezza. A dispetto, tuttavia, delle condizioni economiche, il contagio della rivolta nordafricana e vicino-orientale si è rivelato inevitabile, contrariamente a quanto sostenuto da diversi analisti secondo i quali la Giamahiria non sarebbe stata interessata dai movimenti di piazza o, nella peggiore delle ipotesi, da incidenti e scenari di torbidi.
Gheddafi, prima dello scoppio della rivoluzione, poteva fare assegnamento su alcuni elementi basilari del potere nel paese: un'ingente politica di sussidi statali, il massiccio ricorso alla repressione del dissenso e la tacita intesa con le tribù più refrattarie al suo potere. Il regime tuttavia non aveva posto pieno rimedio al presunto grosso nodo della disoccupazione, che nel 2011 secondo le stime della Banca Mondiale colpiva ancora il 17,7% dei cittadini, soprattutto donne e giovani. Né gli accordi con le imprese straniere, né i piani infrastrutturali, inseriti all'interno di un più ampio progetto di riforma dell'economia avviata nel paese dal 2000 (in coincidenza con la fine delle sanzioni), hanno potuto porre rimedio a questa piaga. Il fallimento dei progetti di sviluppo e di liberalizzazione, il crescente malcontento, reso più intenso dall'arrivo in massa di immigrati dall'Africa subsahariana, aveva creato un quadro di tensione esplosiva nel paese.
La censura e il controllo serrato dell'informazione, insieme alla dissimulazione delle diseguaglianze del paese, abilmente oscurate dai proclami di Gheddafi contro l'imperialismo occidentale, hanno costituito, negli ultimi anni, un potente freno contro l'insorgere di sentimenti eversivi nella popolazione libica.

### La struttura di potere delColonnello

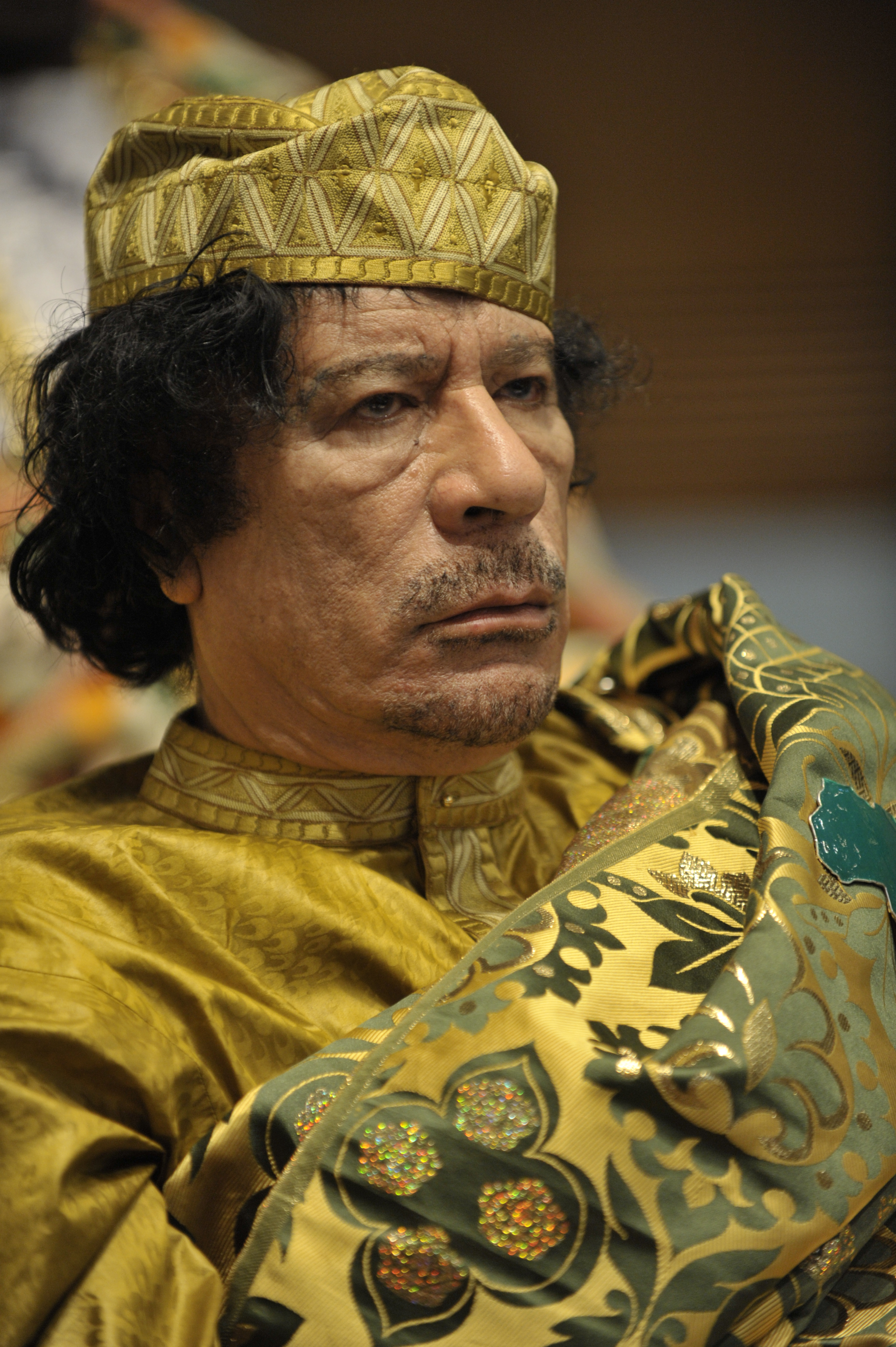
Muʿammar Gheddafi nel corso di un vertice dell'Unione Africana

La genesi e l'evoluzione del moto di protesta e della susseguente repressione hanno risentito della forte divisione interna alla Libia. Ad accentuare gli effetti della recrudescenza della sollevazione, infatti, sono risultati non secondari la frammentazione del paese tra tribù (se ne contano 140, tra cui 30 le maggiori), talvolta ostili all'unità della nazione, nonché lo iato molto forte tra la parte tripolitana e del Fezzan, fedeli al leader, e quella cirenaica, "storico focolare dell'opposizione al regime di Gheddafi". Il peso delle divisioni tribali non è stato, ciononostante, l'unico fattore coagulante del moto rivoltoso. A Tripoli, dove la maggioranza della popolazione non si identifica in nessuna tribù, come in altre parti della Libia, l'indignazione popolare è stata la principale leva della rivoluzione.
Dopo la conquista dell'indipendenza nel 1951 e gli incarichi di controllo amministrativo attribuiti dalla monarchia alle varie tribù, queste ultime si conquistarono ruoli di primo piano all'interno della politica libica.
Successivamente, con la presa del potere da parte di Gheddafi, uno dei primi passi del consolidamento del regime fu la sottrazione del potere che la monarchia aveva demandato ai clan. L'impostazione ideologica del dittatore, inoltre, imponeva il passaggio dalla sclerosi di una società fossilizzata nelle tradizioni e nei riti clanici, alla nuova età del socialismo reale che, attraverso il "governo delle masse" (Giamahiria), conducesse al superamento dell'intermediazione dei partiti e delle tribù per assegnare al popolo (sebbene solo virtualmente) il potere decisionale. Successivamente il colonnello raggiunse delle intese con i clan, tali per cui rimediò alla sfaldatura del paese lungo linee di demarcazione tribali attraverso la cooptazione dei vertici dei clan.
Nel corso della rivolta contro Gheddafi sono stati i clan ad essersi sollevati, a differenza di quanto avvenuto durante l'insurrezione in Egitto, dove l'apporto dei giovani intellettuali assieme alla classe lavoratrice nel sostenere la fine del regime di Hosni Mubarak è apparso più incisivo e pressante di quanto non sia avvenuto nella sedizione libica.
Né l'esercito ha giocato un ruolo chiave come nel vicino Egitto, in quanto esso qui si è diviso tra la solidarietà ai rivoltosi e la fedeltà al regime. Alle divisioni di natura etnica, si aggiungono quelle ideologiche tra gli oppositori del regime e i "rivoluzionari", eredi degli artefici della rivoluzione del 1969, organizzati nei "comitati". Costoro, che costituiscono la componente più vicina al rais, sono osservanti del libro verde del colonnello e si incaricano della "diffusione del pensiero giamahiriano nel mondo". All'interno degli stessi comitati tuttavia si segnala una frangia più moderata, vicina alle posizioni solo apparentemente riformiste di uno dei figli di Gheddafi, Sayf al-Islām. Accanto ai fedelissimi del regime e ai riformisti una terza componente precipua della consorteria al comando della Libia è rappresentata dai tecnocrati, gruppo elitario che cura gli interessi economici e finanziari del paese e che interagisce con le multinazionali estere nella gestione delle risorse naturali.

## La rivolta

### Primi scontri
La scintilla della rivolta è stata l'invito alla sollevazione diffuso sulla rete dai blogger, in concomitanza con le recenti manifestazioni in corso nel mondo arabo, per il giorno 17 febbraio. I giovani libici hanno aderito in gran numero a questo invito. Le proteste hanno avuto come primo focolaio Bengasi, quando, nel pomeriggio del 16 febbraio, numerosi manifestanti si sono radunati per protestare contro l'arresto di un avvocato e attivista dei diritti umani, rappresentante legale delle famiglie vittime del massacro operato nel 1996 dal regime nel carcere di Abū Sālim, nei dintorni di Tripoli, in occasione del quale sarebbero periti 1 200 carcerati.
In tutto il Paese, nel frattempo, secondo i media ufficiali, si tengono manifestazioni contro il governo del leader Muʿammar Gheddafi.
Di due morti e decine di feriti sarebbe il numero delle vittime a Bengasi, dove le forze dell'ordine impiegano armi da fuoco per disperdere i rivoltosi.
Il risultato degli scontri a Beida, sesta città libica, tra manifestanti antigovernativi e polizia è invece di almeno 9 morti (secondo altri di 13), in occasione dei quali la reazione delle forze di sicurezza libica, sarebbe stata molto dura, mentre il direttore dell'ospedale al-Yala di Bengasi, dove scontri si sono registrati nella notte e per tutta la mattina, ʿAbd al-Karīm Jubaylī, riferisce che "38 persone sono state ricoverate per ferite leggere" in seguito agli incidenti nella città.

### La "giornata della collera"

La vecchia bandiera del regno libico usata durante le manifestazioni dalle forze di opposizione.

Il 17 febbraio altre 6 persone rimangono uccise in accesi conflitti a Bengasi. I siti di opposizione al-Yawm (Oggi) e al-Manāra (Il Minareto, il Faro) parlano di almeno sei morti e 35 feriti. Testimoni riferiscono che sarebbero avvenute vere e proprie esecuzioni da parte delle forze di polizia.
Nella stessa giornata del 17 febbraio, in occasione della quale viene proclamata la "Giornata della collera", milizie giunte da Tripoli a Beida, nell'est della Libia, secondo l'organizzazione Human Rights Solidarity, colpiscono i manifestanti causando almeno 15 morti e numerosi feriti.
La repressione violenta attuata in risposta dal regime è stata percepita più che come una minaccia, come un ulteriore incentivo all'incremento delle agitazioni, grazie altresì al ruolo di incitamento svolto dalle reti arabe come Al Jazeera e Al Arabiya nel propagare notizie, in alcuni casi rivelatesi notevolmente amplificate, su massacri messi in atto dalla polizia intervenuta per sedare le manifestazioni. Dalle uccisioni dei civili hanno quasi subito preso le distanze alcune tribù e interi reparti dell'esercito, passati successivamente dalla parte dei rivoltosi (circa 20 000 soldati).

### Battaglie a Beida e Bengasi

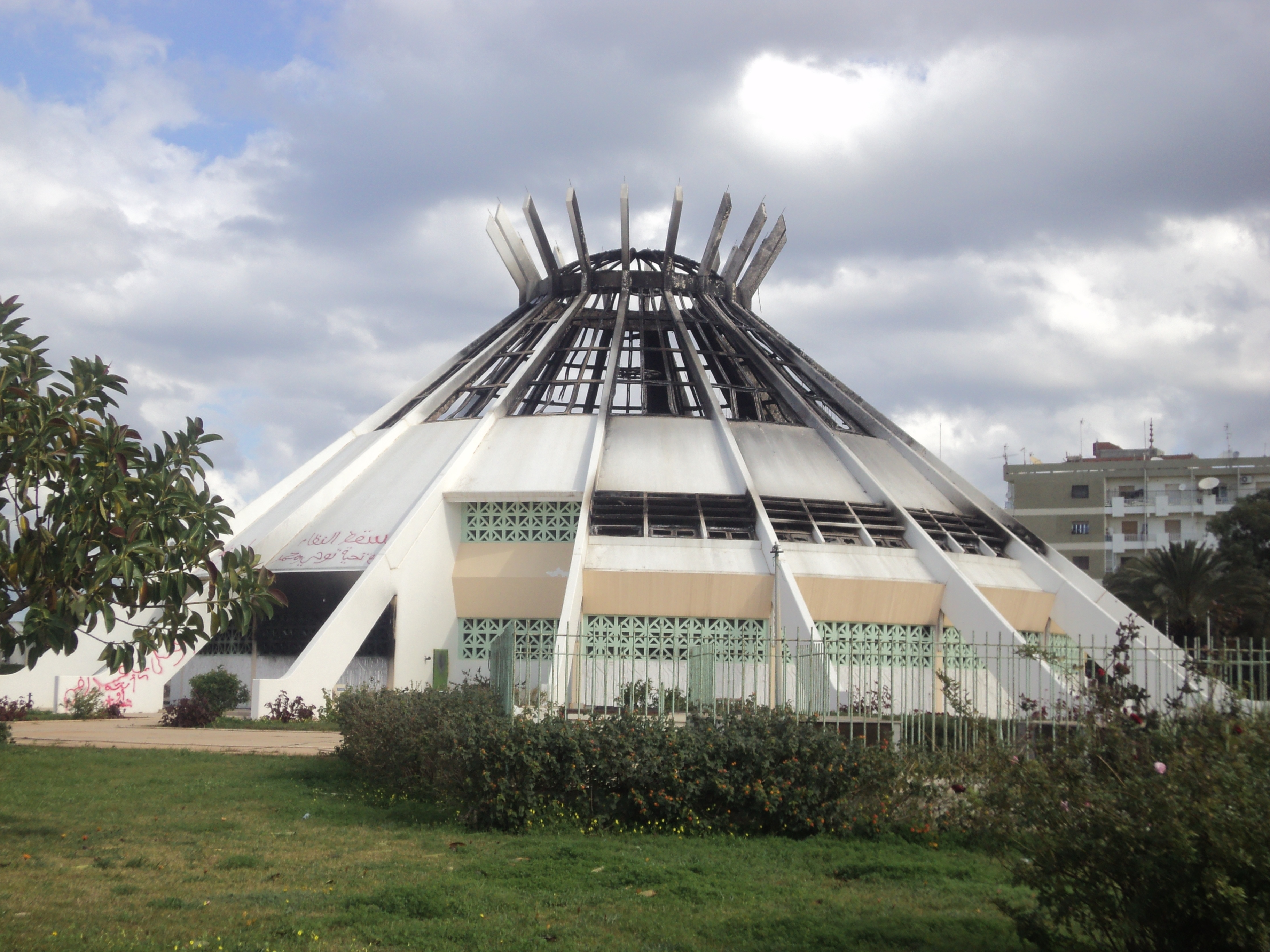
Un ufficio governativo dei Comitati Rivoluzionari del Popolo dato alle fiamme nel centro di Bengasi

Il 18 febbraio gli scontri proseguono mentre il numero delle vittime viene aggiornato a 24 morti e decine di feriti, secondo Human Rights Watch.
La città di Beida, secondo quanto dichiarato da Giumma el-Omami del gruppo "Libyan Human Rights Solidarity", sopraffatte le forze di sicurezza, cade sotto il controllo dei manifestanti. Lo stesso 18 febbraio la conta dei morti nel corso della "giornata della collera" sale a cinquanta, secondo fonti dell'opposizione, che nella medesima giornata ha condotto per le strade migliaia di manifestanti contro il regime di Mu'ammar Gheddafi in almeno otto città libiche, secondo l'agenzia Misna.
Quando le forze di opposizione prendono il controllo dell'aeroporto di Bengasi, l'edizione online del quotidiano Oea, vicino a Saif al-Islam, uno dei figli del colonnello Gheddafi, riporta la notizia che tre mercenari assoldati per reprimere le proteste sono stati impiccati durante le sommosse contro il regime a Beida.
Evasioni dalle carceri e rivolte nei penitenziari si registrano a Tripoli e Bengasi. Numerosi prigionieri evadono nella mattinata del 18 febbraio dalla prigione al-Kuifiya a Bengasi, a seguito di una rivolta, mentre sei detenuti rimangono uccisi dalla Polizia libica nella repressione di una ribellione nel carcere di Jadayda a Tripoli.

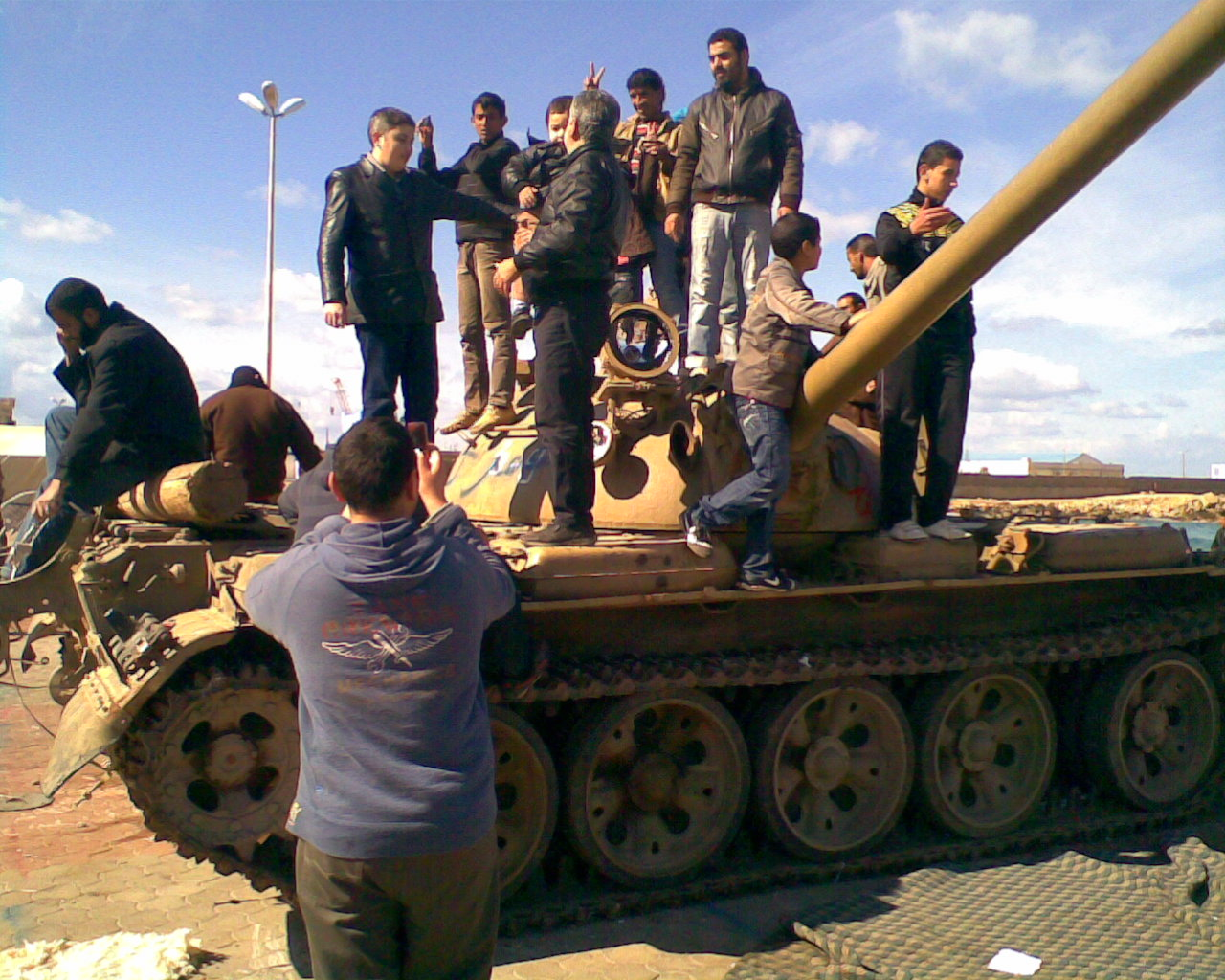
Civili festeggiano l'insurrezione di Bengasi su un carro armato strappato all'esercito.

Secondo il giornale online Oea, le città di Bengasi e Derna, nelle quali ci sono stati in totale 27 morti, vengono occupate dai rivoltosi e l'esercito riceve l'ordine di lasciare le località. I familiari di Gheddafi intanto, abbandonata Beida, si dirigono a Sebha, dove secondo fonti non accertate sarebbero decedute 14 persone nei passati giorni di proteste.
In totale dall'inizio delle proteste secondo Amnesty International sono 46 le persone rimaste uccise per mano delle forze libiche.
Mentre il numero dei morti sale a 84 il 19 febbraio, secondo stime dell'organizzazione per i diritti umani Human Rights Watch, le proteste si allargano a coinvolgere l'intero paese in base a quello riportato dall'emittente Al Jazeera.
Nelle stesse ore le rivolte si intensificano anche nella vicina Algeria, in Bahrein e Kuwait. Molti dei decessi registrati in Libia sarebbero concentrati nella sola città di Bengasi, città tradizionalmente poco fedele al leader libico e più influenzata dalla confraternita islamica della Senussia. L'intera Cirenaica risulta in stato di fermento più che nel resto del paese, in cui Gheddafi ha saputo cementare negli anni un consenso più diffuso. La rete internet inoltre risulta nella stessa giornata disattivata in tutto il paese.
Uno dei figli del dittatore libico, Saʿd Gheddafi, rimane assediato a Bengasi da manifestanti che intendono trarlo in arresto.
Saad, e altri uomini fedeli al colonnello, riescono tuttavia a fuggire dall'albergo nel quale erano prigionieri, ma restano ancora bloccati nella città.
Per liberare Saʿd Gheddafi, il governo invia un commando composto da 1500 uomini della sicurezza, guidati del genero del leader libico, Abd Allah al-Sanussi.
Al Jazeera riferisce che, in serata, le guardie del colonnello aprono il fuoco contro un corteo funebre a Bengasi, uccidendo circa quindici persone.

### Il ricorso ai mercenari stranieri
Il giorno dopo gli accesi scontri a Bengasi, dove mercenari di origine africana reclutati dal regime per soffocare la rivolta hanno aperto il fuoco contro i manifestanti, il numero dei morti nella città rivoltosa, secondo fonti citate dal quotidiano libico Quryna, si attesta intorno alle 24 persone.
Secondo altre fonti, non ufficiali, riportate da Al Jazeera, la conta sarebbe di molto superiore, con 250 morti causati dalla repressione attuata nella sola Bengasi.
I mercenari sono in larga parte miliziani arrivati in Libia attraverso il Ciad dalla regione occidentale del Sudan, già distintisi per le atrocità compiute in Darfur nel corso dell'omonima guerra.
La repressione è affidata anche a mercenari serbi, ex componenti dei "Berretti Rossi", il corpo istituito dal leader serbo Slobodan Milošević, con legami con la Legione straniera. 
Le stime, riportate dal giornale Daily Telegraph, valuteranno in 10 000 dollari il compenso pro capite per l'esercizio di due mesi di attività di guerra al fianco del regime.
Il reperimento delle informazioni e il riscontro agli echi degli eventi che giungono dal paese risulta molto difficoltoso a causa del blocco posto dalle autorità alla rete internet.
In serata il numero delle vittime aumenta, giungendo a lambire le 300 vittime, quando si registrano ancora scontri nella città di Bengasi, dove il ricorso a mercenari africani ha provocato un numero molto elevato di morti.
La città principale della Cirenaica è contesa tra rivoltosi e esercito regolare che in seguito sarà costretto al ripiegamento. Il sito informativo libico "Lībiya al-Yawm" (Libia oggi) denuncia che "i militari inviati dal regime libico per reprimere i manifestanti di Bengasi stanno usando in queste ore armi pesanti contro le persone riunite davanti al tribunale cittadino" come razzi Rpg e armi anticarro.

### I disordini si allargano a Tripoli
Il 21 febbraio la rivolta si allarga anche a Tripoli, centro nevralgico del potere del dittatore libico Gheddafi. Nella capitale, in seguito a violenti scontri, viene dato fuoco anche alla sede della televisione di stato, a stazioni di polizia e a diversi edifici pubblici.
Mentre nella città principale della Libia si raccolgono un milione di persone e incidenti furiosi si verificano con la polizia che continua illegittimamente a fare fuoco sui rivoltosi, caccia militari dell'aviazione libica ricevono l'ordine di effettuare dei raid contro i manifestanti che provocano, secondo alcune stime, 250 morti nella sola Tripoli.
Il ministro della Giustizia si dimette per protesta contro le violenze indiscriminate, mentre non si hanno notizie certe su dove si trovi realmente Gheddafi, che il ministro degli esteri britannico William Hague, a margine del vertice dell'Unione europea in corso a Bruxelles, ha dato per fuggito in Venezuela.
Il vice-ambasciatore libico presso le Nazioni Unite richiede un intervento internazionale contro quello che definisce "un genocidio" perpetrato dal regime di Gheddafi contro il popolo libico.

### Defezioni da parte delle tribù e dell'esercito
Nella notte Gheddafi appare in televisione in un filmato di appena 22 secondi per smentire le voci sulla sua partenza.
Crescono intanto le divisioni in seno alle istituzioni e all'apparato militare, sempre più lacerati tra lealisti e favorevoli a un colpo di mano contro il colonnello.
Eni chiude intanto il gasdotto Greenstream, che trasporta dalla Libia alla Sicilia un grosso quantitativo di gas naturale. L'Aviazione esegue nuovi attacchi dal cielo contro gli insorti nelle strade.
Mentre le forze di opposizione mantengono il controllo delle città orientali del paese, forze di sicurezza fedeli al colonnello nelle strade della capitale mantengono il controllo del territorio. Oltre alle città principali della Cirenaica, Bengasi e Sirte, città natale del colonnello, anche larga parte del sud del paese finisce in mano agli insorti. Alcune delle principali comunità tribali del paese (tra cui Tebu, Tuareg, Zawiya e Warfalla), componenti fondamentali della società libica e fattori di instabilità dell'unità della nazione (che il dittatore libico ha saputo tenere a bada nei decenni), dichiarano che combatteranno al fianco dei civili per cacciare Gheddafi. Per Angelo Del Boca, storico del colonialismo italiano, "se in Tripolitania queste tribù si associano alla rivolta, la fine è vicina".
In un lungo discorso alla nazione, Gheddafi, stringendo in mano il libro verde, elencante i principi del credo politico del colonnello, annuncia con veemenza che "chi attacca la costituzione merita la pena di morte, la meritano tutti coloro che cercano attraverso la forza o attraverso qualsiasi mezzo illegale di cambiare la forma di governo" e prosegue dicendo che "non ho dato l'ordine di sparare sulla gente, ma se sarà necessario lo farò e bruceremo tutto".
Il ministro francese per gli Affari europei Laurent Wauquiez definisce il discorso televisivo tenuto dal leader libico "spaventoso" per "la violenza usata nelle sue parole" e per "la mancanza totale di una prospettiva politica". Il dittatore conferma di trovarsi a Tripoli e attacca i servizi segreti degli stati esteri con riferimento all'intelligence USA, ritenuta dal regime spalleggiatrice della rivolta; lancia strali anche contro l'Italia, primo partner commerciale, accusata di aver fornito dei razzi (non meglio specificati e senza prove documentali) ai manifestanti.
Giunge però la smentita del ministro degli Esteri italiano Franco Frattini, che definisce l'affermazione del colonnello una "purissima falsità che lascia sgomenti e sbigottiti".

#### Gli scontri si concentrano nell'ovest
Altre città dell'est del paese e ormai anche della Tripolitania, compresi grossi centri come Misurata e Tobruk, finiscono sotto il controllo dei rivoltosi e non si avverte la presenza di forze di sicurezza, già in via di ripiegamento.
Numerose migliaia di stranieri abbandonano in fretta il paese soccorsi dai mezzi degli Stati di appartenenza. Citando un membro della Corte penale internazionale, Al Arabiya attraverso Twitter riferisce che sono almeno 10 000 le uccisioni e 50 000 i ferimenti avvenuti in una settimana di guerra civile.
Si moltiplicano intanto i casi di insubordinazione da parte dei militari, segno di una sempre più incalzante perdita di potere di Gheddafi: due caccia del tipo Sukhoi Su-22 sono stati fatti precipitare dopo che i piloti, eiettandosi fuori dal velivolo prima che venisse distrutto, rifiutano l'ordine di bombardare Bengasi; due navi alle quali era stato dato l'ordine di bombardare la città insorta non eseguono gli ordini e si rifugiano in acque maltesi.
Nello stesso giorno Malta rifiuta l'atterraggio all'aeroporto di Luqa di un ATR 42 della Libyan Airlines con 42 persone a bordo, tra cui ʿĀʾisha Gheddafi, figlia del dittatore, con la motivazione di "non creare un precedente"; il governo del Libano, inoltre, sostiene che la notte tra il 20 e il 21 febbraio sono pervenute altre richieste di asilo dalla famiglia Gheddafi, anch'esse rifiutate.

### Prima controffensiva del regime
Mentre le forze dei rivoltosi controllano ancora buona parte del paese (al-Saʿadī Gheddafi, secondogenito del colonnello, assicura invece che il regime controlla ancora l'85% del paese), giungendo ad assumere anche il controllo di Zuara, città ad appena un centinaio di chilometri ad ovest di Tripoli, l'esercito di Gheddafi lancia l'offensiva contro Zawiya, roccaforte filo-governativa a 40 chilometri dalla capitale.
Anche Misurata è presa di mira dalle forze lealiste che fanno ricorso massiccio ad armi pesanti e al supporto dall'aviazione militare. Nel frattempo l'organizzazione di "Al-Qa'ida nel Maghreb islamico" interviene con un messaggio in sostegno alla rivolta del popolo libico, affermando: "Gheddafi è un assassino, sosteniamo la rivolta degli uomini liberi, nipoti di Omar al-Mukhtar".
Dopo gli aumenti del prezzo del petrolio dei giorni precedenti, il costo del greggio continua la sua salita, sospinta dall'incertezza e dalla caoticità della situazione nella regione nordafricana e in Vicino Oriente. Il Fondo Monetario Internazionale, oltretutto, rivede al rialzo le stime sui prezzi del petrolio per l'anno 2011.
Gheddafi tiene un nuovo discorso via telefono alla nazione. Il dittatore accusa Osama bin Laden di "traviare i giovani" e afferma che il leader di al-Qāʿida "ha distribuito stupefacenti agli abitanti di al-Zāwiya per farli combattere contro il paese".
Gheddafi minaccia anche di chiudere i pozzi petroliferi, paventando l'abbassamento dei "salari e degli altri redditi".
Le città di al-Zāwiya e Misurata, oggetto della controffensiva del regime in mattinata, sono al centro di aspri conflitti tra truppe ancora fedeli al rais e forze ribelli. A Sebha, nel sud del paese, e a Sabratha, vicino a Tripoli, si registrano combattimenti che vedono gli uomini del colonnello sempre più incapaci di rintuzzare l'ondata dei rivoltosi.
All'interno della comunità internazionale si affaccia l'ipotesi di un intervento militare a carattere umanitario da parte della NATO, poi smentita dal segretario generale della NATO Anders Fogh Rasmussen, al termine dei colloqui avuti a Kiev con il presidente ucraino Viktor Janukovyč
L'intervento di Rasmussen arriva dopo che il leader cubano Fidel Castro aveva accusato gli Stati Uniti e le Nazioni Unite di essere pronti a invadere il paese nordafricano per difendere i propri interessi petroliferi.

### I rivoltosi raggiungono i dintorni di Tripoli
Nella mattina del 25 febbraio, le forze dei rivoltosi conquistano definitivamente la città di Misurata. Successivamente, i rivoltosi iniziano la battaglia per Tripoli, di cui, nel pomeriggio, riescono a conquistare l'aeroporto. Quando la morsa si fa più stretta sulla capitale, dove il colonnello rimane asserragliato insieme ad alcuni figli, Saif el-Islam, secondogenito del rais, riferisce in un'intervista televisiva che "il piano A è di vivere e morire in Libia, il piano B è di vivere e morire in Libia, il piano C è di vivere e morire in Libia".
Mentre nell'est del paese si festeggia il primo venerdì di preghiera a Bengasi, governata da un comitato di giudici e avvocati, prosegue l'emorragia di membri dell'establishment che abbandonano il dittatore: anche il procuratore generale e uno dei più stretti collaboratori del colonnello, Ahmed Kadhaf al-Dam, si uniscono agli insorti.
Verso sera, Muʿammar Gheddafi tiene un discorso alla folla riunita nella piazza Verde di Tripoli, esortandola a prepararsi a combattere per difendere la Libia e preannunciando di essere in procinto di mettere a disposizione del popolo i depositi di armi. Il colonnello incita la gente che ancora lo sostiene affermando che è stata "la rivoluzione ad aver piegato il regno d'Italia in Libia".
Secondo il sito israeliano Debkafile, centinaia di consulenti militari statunitensi, britannici e francesi, inclusi agenti dei rispettivi servizi segreti, raggiungono la Cirenaica per aiutare i rivoltosi. I consulenti, sbarcati a Bengasi e Tobruk, hanno lo scopo di organizzare i rivoltosi in unità paramilitari, addestrandoli all'uso delle armi, di preparare l'arrivo di altre unità militari e di aiutare i comitati rivoluzionari a stabilire infrastrutture governative.
Secondo quanto riferisce la tv satellitare al Arabiya presente a Zawiya i rivoltosi sono ormai in pieno controllo del centro della cittadina, situata nella zona occidentale della Libia, tuttavia le forze fedeli a Gheddafi la circondano ancora. Esponenti dell'opposizione libica presenti a Bengasi annunciano il 27 febbraio la nascita di un Consiglio Nazionale Libico, che coordinerà le attività dei gruppi di rivoltosi e governerà le aree della Libia liberate dal regime di Mu'ammar Gheddafi.
Il 28 febbraio, il colonnello Rashīd Rajab, che ha defezionato dal regime con il suo reggimento, riferisce alla stampa che sono in corso preparativi per lanciare l'attacco sulla capitale libica e che i militari e le forze dei rivoltosi dispongono di tutto l'equipaggiamento necessario, blindati e sistemi antiaerei, per sostenere un'offensiva.
Il colonnello conferma anche che gran parte della zona orientale fino al confine con l'Egitto è in mano ai rivoltosi.
La notte del 1º marzo, a Misurata, secondo un portavoce dei "Giovani della rivoluzione del 17 febbraio", diverse persone rimangono uccise dopo che forze fedeli a Gheddafi aprono il fuoco su un veicolo di civili. Il regime intanto, che rafforza il confine con la Tunisia attuando posti di blocco per garantirsi uno sbocco per la fornitura di armi e uomini, all'inizio di marzo continua a mantenere il controllo della capitale e del circondario di Tripoli, mentre nel resto del paese non detiene più alcuna autorità e perde anche la gestione dei principali campi petroliferi libici, oltreché dei maggiori giacimenti di gas e petrolio in corso di sfruttamento.

### Seconda controffensiva del regime
Forze fedeli al leader libico e comandate dal gen. Jubran Husayn al-Warfali, all'interno del quadro di un progetto di recupero dell'egemonia in Cirenaica, il 2 marzo riprendono il controllo, sebbene solo per un breve periodo, di Marsa el-Brega, città dell'est della Libia.
Controffensive alle città prese dai rivoltosi da parte dei sostenitori del regime si prolungano per tutta la giornata del 3 marzo nelle città di Marsa el-Brega (al centro per tutto il giorno di aspri scontri) e ad Agedabia, con l'utilizzo di mezzi pesanti tra cui carri armati e caccia bombardieri. Il regime fa ricorso anche ai bombardamenti per riprendere la città di Brega, 700 km a est di Tripoli, zona di impianti petrolchimici. I rivoltosi, esposti soprattutto agli attacchi dall'alto richiedono l'aiuto della comunità internazionale e l'istituzione di una no fly zone per impedire agli aerei del regime di alzarsi in volo.
Il 3 marzo si diffonde la notizia di una trattativa di pace avviata attraverso la mediazione e l'iniziativa di Hugo Chávez. Gheddafi si dice favorevole al piano, mentre il Segretario generale della Lega araba, ʿAmr Mūsā, afferma di prendere in esame la proposta. Mustafa Gheryani, portavoce del Consiglio nazionale, declina però ogni proposta di trattativa.

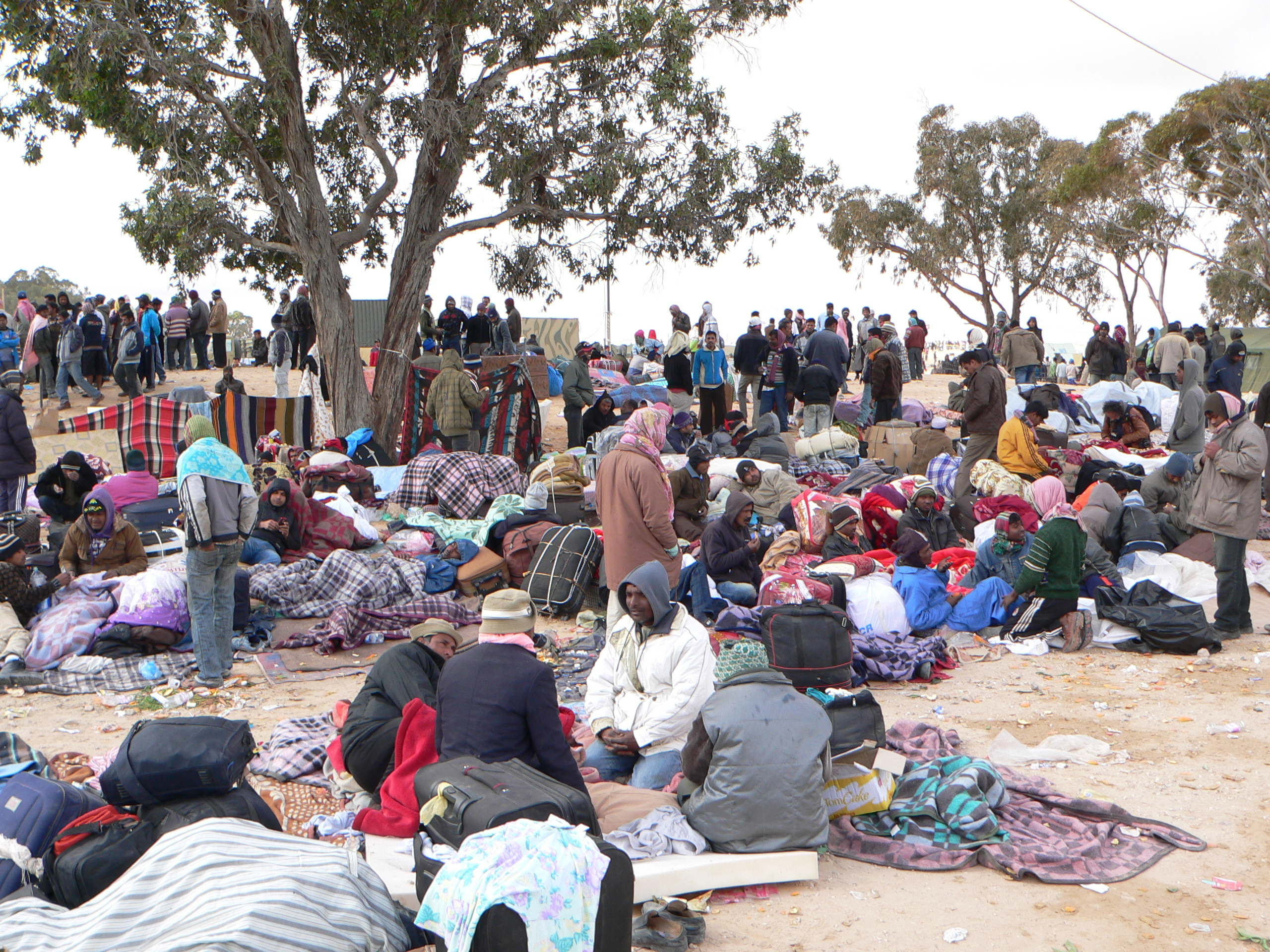
Profughi provenienti dalla Libia ammassati al confine tunisino

I rivoltosi, intanto, respingono definitivamente l'attacco lealista al terminal petrolifero di Brega, mentre il leader libico invia minacce alle potenze straniere sul fatto che si rischierebbe un nuovo Vietnam qualora si verificasse un intervento NATO a supporto dei sediziosi. Ai confini con la Tunisia, nel frattempo, da giorni si accalcano migliaia di persone, in gran parte profughi e gente in fuga dalle violenze, in attesa di poter varcare il confine.
Secondo alcune cifre, si tratterebbe di 60 000 persone. In Europa, e in Italia soprattutto, si teme l'arrivo in massa di rifugiati di nazionalità tunisina e egiziana per la maggior parte già presenti in Libia. Per prevenire tale eventualità il governo italiano avvia una missione umanitaria in Tunisia inviandovi Croce Rossa, Protezione civile e Vigili del fuoco (protetti da militari), che allestiscono un campo profughi per dare assistenza a coloro che scappano dal territorio libico.
Il 4 marzo, forze fedeli al colonnello Muʿammar Gheddafi riconquistano Zawiya, città situata in posizione strategica ad appena 50 chilometri da Tripoli, anche se sacche di resistenza resistono nella città. Si continuano a registrare bombardamenti presso la base militare di Agedabia (in arabo Aǧdābiya) in mano ai rivoltosi, che nel frattempo riconquistano lo scalo aereo di Ra's Lanuf, uno dei principali centri petroliferi del paese.
In un distretto di Tripoli, intanto, l'esercito spara contro una folla di contestatori, mentre in altre parti della capitale avvengono scontri fra manifestanti fedeli e contrari a Gheddafi. Secondo Al Jazeera, nella giornata del 4 marzo si contano almeno 50 vittime in tutto il paese.
Il 5 marzo, l'esercito di Gheddafi sferra l'ennesimo attacco alla città di al-Zāwiya, ricorrendo a carri armati e mortai, mentre i rivoltosi continuano l'avanzata verso ovest e, dopo aver conquistato il piccolo agglomerato costiero di Ben Giawad, puntano verso Sirte, città natale del leader libico.
Il giorno successivo prosegue la battaglia ad al-Zāwiya: i governativi, dopo aver bombardato con i mortai il centro cittadino, entrano al mattino nella città appoggiati dai blindati, provocando un alto numero di uccisioni che, secondo alcune fonti, sarebbero 200. L'esercito riconquista anche la zona attorno Ben Jawad, rimasta scarsamente presidiata dalle forze rivoluzionarie. Nelle stesse ore la televisione di Stato dirama la notizia di un accordo per la fine delle ostilità, raggiunto nella notte tra Gheddafi e i capi di alcune tribù, poi rivelatosi falso.
Raʾs Lanuf è di nuovo al centro degli attacchi aerei e terrestri dell'esercito e dell'aviazione al servizio del regime che conduce una massiccia offensiva nell'est del paese per strapparlo al controllo dei rivoltosi.
Bombardamenti si verificano anche ad Agedabia, una delle principali località della Cirenaica in mano ai rivoltosi. L'8 marzo al-Zawiya è di nuovo attaccata dalle forze armate rimaste fedeli al colonnello Gheddafi, mentre Raʾs Lanuf in mattinata è raggiunta da quattro raid aerei e al-Zintan è posta sotto assedio dai governativi. A Ben Jawad intanto la popolazione è alle prese con le conseguenze della battaglia dei giorni precedenti. In totale, secondo stime delle organizzazioni umanitarie, 200 000 persone sono state obbligate a mettersi in salvo dalle violenze.

#### Proposta di via d'uscita a Gheddafi
L'8 marzo i rivoltosi propongono a Gheddafi di lasciare il potere entro 72 ore in cambio dell'improcedibilità al processo che potrebbe vedere il dittatore imputato per crimini contro l'umanità. Il giorno dopo, mentre Gheddafi interviene sulla tv nazionale lasciando presagire un allargamento del caos "a tutta la regione, fino a Israele, qualora l'organizzazione terroristica di Bin Laden dovesse conquistare la Libia", Zawiya capitola di fronte all'imponente schieramento di forze governative, che entrano nella città impiegando una cinquantina di carri armati. A Misurata, invece, l'esercito di Gheddafi avanza, ma i rivoltosi oppongono una forte resistenza; a Ras Lanuf e Ben Giawad la battaglia infuria ancora. Nel corso dei bombardamenti a Ras Lanuf vengono colpiti i depositi di greggio, mentre la raffineria di Zawiya chiude per l'intensificarsi della battaglia. Dallo scoppio della rivolta in Libia la produzione petrolifera si riduce a meno di un terzo, dai precedenti 1,6 milioni di barili al giorno a 500 000

### Ripiegamento dei rivoltosi e arretramento del fronte

Il Golfo di Sirte, ormai completamente in possesso del CNT.

Per la prima volta dall'esplosione della rivolta il fronte dei rivoltosi si ritira e cede terreno all'esercito governativo. Le truppe di Gheddafi conquistano nuovamente al-Zawiya, mentre avanzano sempre più risolutamente verso Ras Lanuf, dal cui controllo dipende la generale tenuta del baluardo anti governativo.
Il 10 marzo le forze aeree governative bombardano la città di Brega e le postazioni degli insorti situate nella città petrolifera di Ras Lanuf. Il 15 marzo le brigate fedeli a Muʿammar Gheddafi entrano in mattinata nel centro della città di Zuwara, in Tripolitania, a pochi chilometri dal confine con la Tunisia, mentre raid aerei dei caccia libici vengono eseguiti in contemporanea su Agedabia, nella Cirenaica, e combattimenti continuano a svolgersi a Brega.
Il 17 marzo la zona dell'aeroporto di Bengasi, capitale della rivolta, è soggetta ad attacchi aerei, mentre continui bombardamenti aerei avvengono anche su Agedabia. Il fronte delle forze fedeli a Gheddafi guadagna un significativo vantaggio e si appresta a sferrare l'attacco decisivo su Misurata e la stessa Bengasi, unici grossi centri ancora nelle mani dei rivoluzionari. Il 18 marzo Misurata è oggetto di pesanti bombardamenti da parte dell'aviazione libica.
Lo stesso giorno al-Zintan e Nalut, in Tripolitania, tra le prime ad essere state occupate dai rivoltosi il mese precedente, finiscono nelle mani di Gheddafi. Al Arabiya annuncia nelle stesse ore che carri armati di Mu'ammar Gheddafi avanzano verso il centro di Misurata. Nonostante la dichiarazione di "cessate il fuoco", seguita alla decisione dell'intervento armato ai danni di Gheddafi da parte dell'ONU, le forze del colonnello riprendono gli attacchi contro i rivoltosi a Misurata, mentre anche ad al-Zintan e Arrujban, nella zona di Gebel Nefusa, a sud di Tripoli, vengono operati indebiti attacchi dal cielo.
Durante il mese di aprile, mentre l'intervento delle Nazioni Unite non produce un significativo arretramento della posizione dei lealisti e non sembra aver prodotto risultati rimarchevoli sotto il profilo del loro indebolimento militare e logistico, lo scontro tra l'esercito di Gheddafi (il cui potenziale, in circa un mese, è ridotto del 30-40% per effetto degli attacchi aerei delle forze armate dell'Alleanza Atlantica) e le forze rivoluzionarie che controllano gran parte della Cirenaica raggiunge una fase di stallo. Da una parte le milizie rivoltose non riescono a guadagnare terreno nella marcia verso la Tripolitania, mentre le forze al servizio del colonnello non hanno modo di dare la spallata definitiva al nemico.
Il 1º luglio, in un discorso tenuto a Tripoli in cui chiama a raccolta i suoi sostenitori, Gheddafi accusa nuovamente la NATO di un intervento militare mirato esclusivamente ad impadronirsi delle risorse libiche.

### Avanzata dei rivoltosi ad ovest
Gheddafi, nello stesso tempo, ha proseguito l'assedio di Misurata, completamente isolata in un territorio sotto il controllo delle sue truppe, per due mesi al centro di un'aspra battaglia risoltasi a metà maggio quando i ribelli hanno cacciato definitivamente i lealisti dal centro urbano conquistando l'aeroporto e hanno così potuto attaccare le postazioni nemiche intorno all'area cittadina. Quasi contemporaneamente le forze ribelli stanziate tra le montagne a sud di Tripoli hanno occupato una vasta area sotto il controllo del regime cercando a più riprese di avvicinarsi alla capitale. Ad agosto i ribelli sono riusciti a riconquistare la città di al-Zawiya, avanzando verso Tripoli.

### Battaglia per Tripoli
Il 20 agosto le forze anti-Gheddafi conquistarono il distretto di Tajura a est di Tripoli. Il 21 agosto i ribelli entrano a Tripoli e affermano di aver catturato tre dei figli di Gheddafi, Saif al-Islam - ricercato come il padre dalla Corte penale internazionale dell'Aja per crimini contro l'umanità –, Saadi e Mohammed, ma in realtà non è così, tanto che poco dopo Saif compare in televisione acclamato dai suoi sostenitori, mentre i suoi fratelli guidano l'esercito lealista per le strade di Tripoli. Il 22 agosto un portavoce dei ribelli ha sostenuto che le truppe governative controllavano ancora "dal 15% a 20% della città". Il 23 agosto i ribelli sono riusciti ad attaccare il bunker del raìs, decapitando l'imponente statua che lo raffigurava, ma del colonnello e dei suoi figli non è risultata alcuna traccia. Nonostante la crescente euforia dei ribelli, Mustafa Abd al-Jalil ha avvisato che per dichiarare conclusa la guerra è ancora presto. Il 24 agosto il presidente del CNT ha offerto una taglia di 1,6 milioni di dollari per la cattura o l'uccisione di Gheddafi. Inoltre vengono rapiti quattro giornalisti italiani, liberati il giorno seguente.
Il 25 agosto, mentre i ribelli hanno iniziato le prime esecuzioni dei mercenari alleati al governo, sono stati sbloccati i primi fondi per la ricostruzione libica: l'ONU ha infatti donato 1,5 miliardi di dollari all'ex regime, mentre Berlusconi ha assicurato al primo ministro del CNT Mahmud Jibril che l'Italia si impegnerà ad elargire una prima tranche di 350 milioni di euro. Intanto Gheddafi è stato localizzato nella sua città natale.
Dopo la presa della città, per mano dei ribelli, si sono verificati episodi di stupro verso le donne di colore, lavoratrici provenienti dai paesi subsahariani che hanno trovato casa in Libia grazie alla politica delle «porte aperte» voluta da Muʿammar Gheddafi.

### Le ultime roccaforti: Sirte e Bani Walid

Mappa della Tripolitania con la rappresentazione delle fasi della guerra e l'avanzamento degli schieramenti per tutta la durata del conflitto.

Così il 26 agosto sono iniziati i bombardamenti NATO presso Sirte, anche se il giorno seguente è stato comunicato che delle auto blindate avevano oltrepassato il confine, in direzione di Algeri. Nonostante l'iniziale smentita del CNT e di Algeri stessa, il 28 agosto è stata proprio la nazione limitrofa ad annunciare che la moglie di Gheddafi, la figlia Aisha e i figli Hannibal e Mohammad, accompagnati dai loro figli, si trovavano in Algeria, malgrado non vi fosse alcuna traccia del colonnello. Dal 2014, i succitati familiari del dittatore hanno ricevuto asilo politico in Oman.
Frattanto, sebbene Gheddafi si fosse più volte dimostrato disposto a trattare, i ribelli sono sempre rimasti inflessibili, al punto da inviare a Sirte un ultimatum con scadenza prevista per il 3 settembre, il quale proponeva la soluzione unilaterale della resa del Ra'ìs. Tuttavia, dopo l'incitamento di Gheddafi ai suoi sostenitori a "mettere la Libia a ferro e fuoco", l'ultimatum è stato prorogato di una settimana ed esteso alle rimanenti città lealiste: Bani Walid, Giofra e Sebha.

Il 29 agosto 2011 è stato reso noto dal direttore di "Unicef Italia", Roberto Salvan, l'elevato "rischio di un'epidemia sanitaria senza precedenti" nella zona circostante Tripoli, la quale sarebbe dovuta alle carenze di acqua provocate dai bombardamenti della NATO sulle tubature dell'acquedotto libico conosciuto come Grande fiume artificiale.
Il 1º settembre a Parigi si è svolta un'assemblea di 63 delegazioni che ha deciso lo scongelamento immediato di beni del regime per 15 miliardi di dollari (pari a 10,5 miliardi di euro) ed ha lanciato un forte appello al CNT affinché promuova la riconciliazione nazionale. A seguito di questa assemblea, il CNT ha assicurato una nuova costituzione entro 8 mesi, dopo la stesura della quale saranno tenute libere elezioni.
Intanto Bouzaid Dorda, il capo dei servizi segreti di Gheddafi, è stato arrestato, mentre Saadi Gheddafi è fuggito in Niger e altri familiari in Algeria, in un contesto in cui il Niger ha dichiarato di volersi adeguare alle decisioni della Corte penale internazionale, mentre l'Algeria, per riconoscere ufficialmente il CNT, è in attesa della formazione di un nuovo esecutivo libico.
Dopo 6 giorni dalla scadenza dell'ultimatum, i ribelli riescono ad entrare a Bani Walid, ma vengono subito respinti dalle forze armate del Raìs. A Sirte, invece, i ribelli riescono a piantare la bandiera del CNT sul palazzo del governo. Successivamente i ribelli penetrano a fondo nel territorio lealista conquistando le roccaforti di Sebha, Hun, Adana e Ghat, strappando il deserto libico alle truppe del Raìs, che rimangono asserragliate nella sola Bani Walid e nei sobborghi di Sirte.

### La sconfitta delle ultime città lealiste
Il 10 ottobre il CNT annuncia che i due terzi della città di Sirte sono in mano ai ribelli, che tenteranno di occuparla definitivamente entro pochi giorni. Il 17 ottobre Bani Walid cade, lasciando ai gheddafiani solo alcuni rifugi situati fra le montagne intorno alla città e nei pressi di Sirte.
Il territorio libico è, alla data del 18 ottobre 2011, completamente sotto il controllo del Consiglio Nazionale di Transizione, con l'unica esclusione di piccole zone nei dintorni di Sirte e di Bani Walid, le quali vengono conquistate il 20 ottobre con la cattura e la morte del colonnello Gheddafi.

### Morte di Gheddafi
Il 21 ottobre 2011 cade, dopo un assedio di 2 mesi, la città di Sirte, nella quale Muʿammar Gheddafi, dopo aver lasciato Tripoli, si era asserragliato dal 21 agosto 2011.
Mu'ammar Gheddafi, risultando vana ogni difesa, tenta di guadagnare il deserto per continuare la lotta ma il suo convoglio viene attaccato da parte di aerei francesi NATO. Raggiunto da elementi del CNT, Gheddafi viene catturato vivo ma subito ucciso. Gli ultimi momenti di vita del Ra'is libico vengono impressi in numerosi video dai presenti all'avvenimento. Anche il figlio Mutassim Gheddafi, che ha guidato militarmente la difesa di Sirte, viene fatto prigioniero da miliziani del CNT e, poco dopo, torturato, stuprato e sommariamente giustiziato. Nel corso della stessa convulsa giornata trova la morte anche il Ministro della Difesa, il Gen. Abu Bakr Yunis Jabr. Trasferiti a Misurata, i corpi dei tre uomini vengono esposti al pubblico.
Il Presidente del CNT Mustafa Abd al-Jalil, dichiarando che Mu'ammar Gheddafi è stato, secondo la sua opinione, vittima del fuoco degli uomini della sua stessa scorta, ha annunciato una commissione indipendente che indagherà e farà, a suo dire, definitiva chiarezza sulle circostanze in cui è maturata quella morte.
Nel frattempo, smentite le voci diffuse dal CNT, che lo volevano ancora una volta morto, catturato o in fuga in Niger, Saif al-Islam Gheddafi è succeduto al padre nella guida della resistenza nazionale libica e della Giamahiria ma il 19 novembre 2011 viene annunciato il suo arresto presso il confine tra la Libia e il Niger e il suo trasferimento in aereo presso il carcere di Zintan.
I corpi di Mu'ammar e di Mutassim sono stati sepolti in una località segreta. Saif al-Islam Gheddafi, prima dell'arresto avvenuto il 19 novembre, a mezzo della Tv siriana al-Ra'i ("L'opinione"), in un breve messaggio audio rivolto al CNT ha dichiarato: "Io vi dico, andate all'inferno, voi e la NATO dietro di voi. Questo è il nostro Paese, noi ci viviamo, ci moriamo e stiamo continuando a combattere".
Il 23 ottobre 2011, oggi festa nazionale libica (Giorno della Liberazione), il Consiglio di transizione nazionale libico ritenne che la guerra civile libica fosse terminata.

## Reazioni internazionali
La risposta violenta alla rivolta civile da parte di Gheddafi è stata duramente condannata dalla comunità internazionale. Il regime di Muʿammar Gheddafi perde l'appoggio di alcuni dei suoi più importanti diplomatici libici in Europa e nel mondo, tra cui l'ambasciatore in Italia, gli ambasciatori a Parigi, Londra, Madrid e Berlino e i diplomatici presso l'UNESCO e l'ONU.
La maggior parte degli stati occidentali condanna gli avvenimenti e le minacce di chiudere i pozzi di petrolio, anche se nessuno interviene ufficialmente. L'UE procede intanto all'attuazione di sanzioni contro la Libia di Gheddafi. Il 26 febbraio il presidente degli Stati Uniti d'America Barack Obama firma una serie di sanzioni contro la Libia, tra cui il congelamento dei beni di Muʿammar Gheddafi e dei suoi familiari.
L'Unione europea infine il 28 febbraio decide le sanzioni contro il regime di Gheddafi: il Consiglio europeo, attraverso i ministri dell'Energia dei 27 stati membri, approva l'embargo sulle armi stabilito dalla risoluzione ONU del 26 febbraio, aggiungendo anche l'embargo su tutti quegli strumenti che il regime potrebbe utilizzare nella repressione della rivolta in Libia. Inoltre, il Consiglio aggiunge il congelamento dei beni e restrizioni sui visti per lo stesso leader Gheddafi e 25 dei suoi familiari e persone della cerchia.
Intanto le marine di numerosi stati, tra cui gli USA e Regno Unito, si posizionano nel Mediterraneo nell'eventualità di un attacco. Gli Stati Uniti studiano un piano d'azione per intervenire, valutando la possibilità di un attacco preventivo per neutralizzare le postazioni contraeree. In caso venga dichiarata una no-fly zone sui cieli libici si predispone la portaerei Enterprise con il probabile appoggio della stessa marina italiana. Il ministro della Difesa La Russa dichiara che potrebbe essere utilizzata la stessa Sicilia come punto strategico per far rispettare l'embargo.
Il procuratore Luis Moreno-Ocampo della Corte penale internazionale annuncia l'apertura di un'inchiesta per crimini contro l'umanità in Libia, mentre Barack Obama sostiene di prendere in considerazione l'opzione militare affermando che "ciò di cui voglio essere sicuro è che gli Stati Uniti abbiano una piena capacità di azione, potenzialmente rapida, se la situazione dovesse degenerare in modo da scatenare una crisi umanitaria".
L'Interpol diffonde un'allerta internazionale a tutte le polizie mondiali per facilitare le operazioni della Corte penale internazionale e l'attuazione delle sanzioni ONU.
Il 9 marzo proseguono le pressioni di Francia, Regno Unito e Stati Uniti sull'ONU per l'attuazione di una zona di divieto di sorvolo sui cieli libici.
Il vicepresidente Usa, Joe Biden, giunge a Mosca allo scopo di persuadere la Russia, contraria ad un attacco contro Gheddafi, a dare il consenso alla realizzazione della no-fly zone, che richiederebbe il ricorso allo stato di guerra contro Tripoli, primo passo informale verso l'apertura di un fronte di terra con l'obiettivo di sostenere i rivoltosi libici e disarcionare Gheddafi.

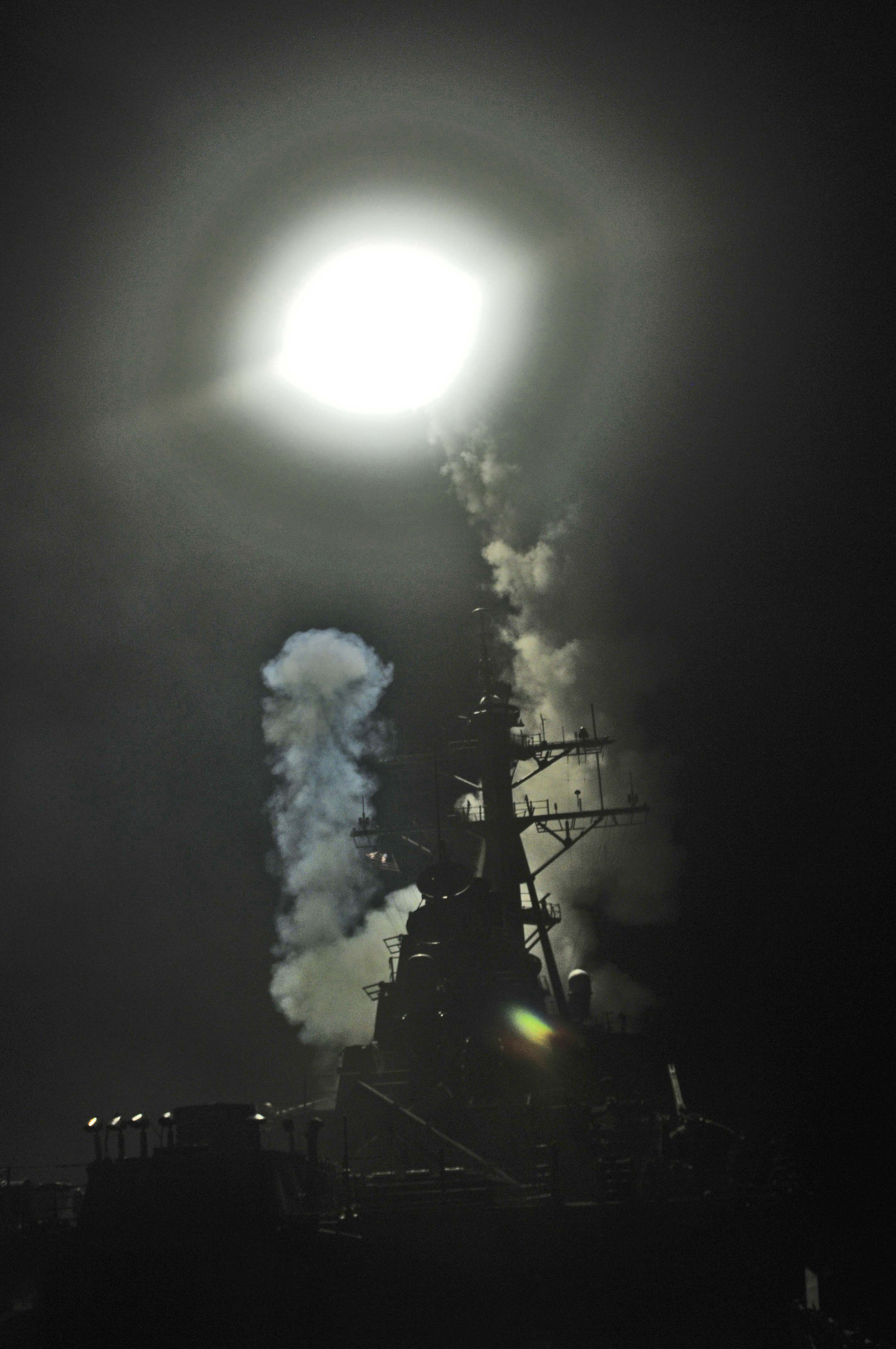
Il lancio di un missile Tomahawk verso la Libia dalla USS Barry, nella notte tra il 19 e il 20 marzo 2011

## Intervento dell'Organizzazione delle Nazioni Unite

Mappa delle principali basi aeree usate per gli attacchi

Il 17 marzo il consiglio di sicurezza dell'ONU discute una seconda proposta di no-fly zone, avanzata dalla Francia, che viene approvata a tarda sera.
La risoluzione 1973 del Consiglio di sicurezza delle Nazioni Unite, che chiede "un immediato cessate il fuoco", autorizza la comunità internazionale ad istituire una zona d'interdizione al volo in Libia e a utilizzare tutti i mezzi necessari per proteggere i civili e imporre un cessate il fuoco forzoso, ad esclusione di qualsiasi azione che comporti la presenza di una "forza occupante".

### Operazioni militari
Il 19 marzo, a seguito del proseguimento delle operazioni militari libiche contro gli insorti e in ottemperanza alla risoluzione ONU, la Francia avvia l'operazione Harmattan con le ricognizioni aeree dello spazio aereo libico da parte dei caccia Rafale, Mirage 2000-D e Mirage 2000-5 che successivamente, alle 17:45 circa (ora di Parigi), eseguono un attacco contro le forze lealiste al regime di Muʿammar Gheddafi colpendo mezzi corazzati dell'esercito libico nelle zone attorno alla città di Bengasi. L'attacco è seguito, qualche ora più tardi, dal lancio di 112 missili da crociera tipo Tomahawk da parte di 25 unità navali e sommergibili statunitensi e britannici, dispiegatesi per l'operazione Odyssey Dawn.
Nella notte tra il 19 e il 20 marzo la RAF impiega i missili del tipo SCALP (Storm Shadow) su obiettivi militari libici, lanciati da aerei Tornado GR4, decollati dalla base RAF di Norfolk (operazione Ellamy).
Tra i mezzi messi a disposizione per operazioni risultano anche velivoli delle forze aeree italiane, norvegesi, omanite, danesi e spagnole (i Paesi della cosiddetta coalizione partecipanti alla missione Odissea all'Alba) che però nelle prime fasi, fino al 27 marzo, non hanno effettuato in modo comprovato operazioni con l'uso attivo di missili o bombe.
L'Italia ha partecipato inizialmente con la messa a disposizione del Regno Unito, degli Stati Uniti d'America e della Danimarca, delle basi aeree di Sigonella (CT) e Gioia del Colle, e con l'impiego di cacciabombardieri Tornado ECR per la soppressione delle difese aeree nemiche (tuttavia, questi aerei non hanno dovuto impiegare il proprio armamento missilistico a causa della rinuncia libica ad utilizzare mezzi di rilevazione radar, al fine di evitarne la distruzione).